# Liste des résolutions du Conseil de sécurité des Nations unies adoptées en 1967
Les résolutions du Conseil de sécurité des Nations unies sont les décisions qui sont votées par le Conseil de sécurité des Nations unies.
Une telle résolution est acceptée si au moins neuf des quinze membres (depuis le 17 décembre 1963, 11 membres avant cette date) votent en sa faveur et si aucun des membres permanents qui sont la Chine, les États-Unis, la France, le Royaume-Uni et l'Union soviétique (la Russie depuis 1991) n'émet de vote contre (qui est désigné couramment comme un veto).

## Résolutions 233 à 244
- Résolution 233 : la situation au Moyen-Orient (adoptée le 6 juin 1967).
- Résolution 234 : demande de cessez-le-feu au Moyen-Orient (adoptée le 7 juin 1967).
- Résolution 235 : cessez-le-feu entre Israël et la Syrie (adoptée le 9 juin 1967).
- Résolution 236 : violation du cessez-le-feu au Moyen-Orient (adoptée le 11 juin 1967).
- Résolution 237 : la situation au Moyen-Orient (adoptée le 14 juin 1967).
- Résolution 238 : extension du stationnement à Chypre (adoptée le 19 juin 1967).
- Résolution 239 : question relative à la République démocratique du Congo (adoptée le 19 juin 1967).
- Résolution 240 : violation du cessez-le-feu au Moyen-Orient (adoptée le 25 octobre 1967).
- Résolution 241 : question relative à la République démocratique du Congo (adoptée le 15 novembre 1967).
- Résolution 242 : la situation au Moyen-Orient : retrait des forces armées d'Israël des territoires occupés dans le récent conflit (la guerre des Six Jours) en échange de la paix et de la reconnaissance d'Israël (adoptée le 22 novembre 1967).
- Résolution 243 : admission de nouveaux membres : République démocratique populaire du Yémen (adoptée le 12 décembre 1967 lors de la 1384e séance).
- Résolution 244 : extension du stationnement à Chypre (adoptée le 22 décembre 1967).